# 99 f.Kr.

## Händelser

### Efter plats

#### Romerska republiken
- Aulus Postumius Albinus och Marcus Antonius Orator blir konsuler i Rom.

## Födda
- Lucretius, latinsk filosof och poet.

## Avlidna
- Gaius Servilius Glaucia, Gaius Memmius mördare (självmord).